# Pristomerus calcaratus
Pristomerus calcaratus là một loài tò vò trong họ Ichneumonidae.